# Carex sagei
Carex sagei är en halvgräsart som beskrevs av Rodolfo Amando Philippi. Carex sagei ingår i släktet starrar, och familjen halvgräs. Inga underarter finns listade i Catalogue of Life.